# 五郎八茶碗
五郎八茶碗（ごろはちぢゃわん）は、普通よりやや大きい飯茶碗。

## 特徴
- もとは、呉須手で、やや大きめの粗製の飯茶碗。径13.5センチくらい。
- のちに、漆器などでも造られた。

## 歴史
- 江戸時代初期に肥前国の陶工である、高原五郎八によって造られた（一説に、高原五郎七が製作し、五郎八が販売したとも）という。